# Kloster Mogilno

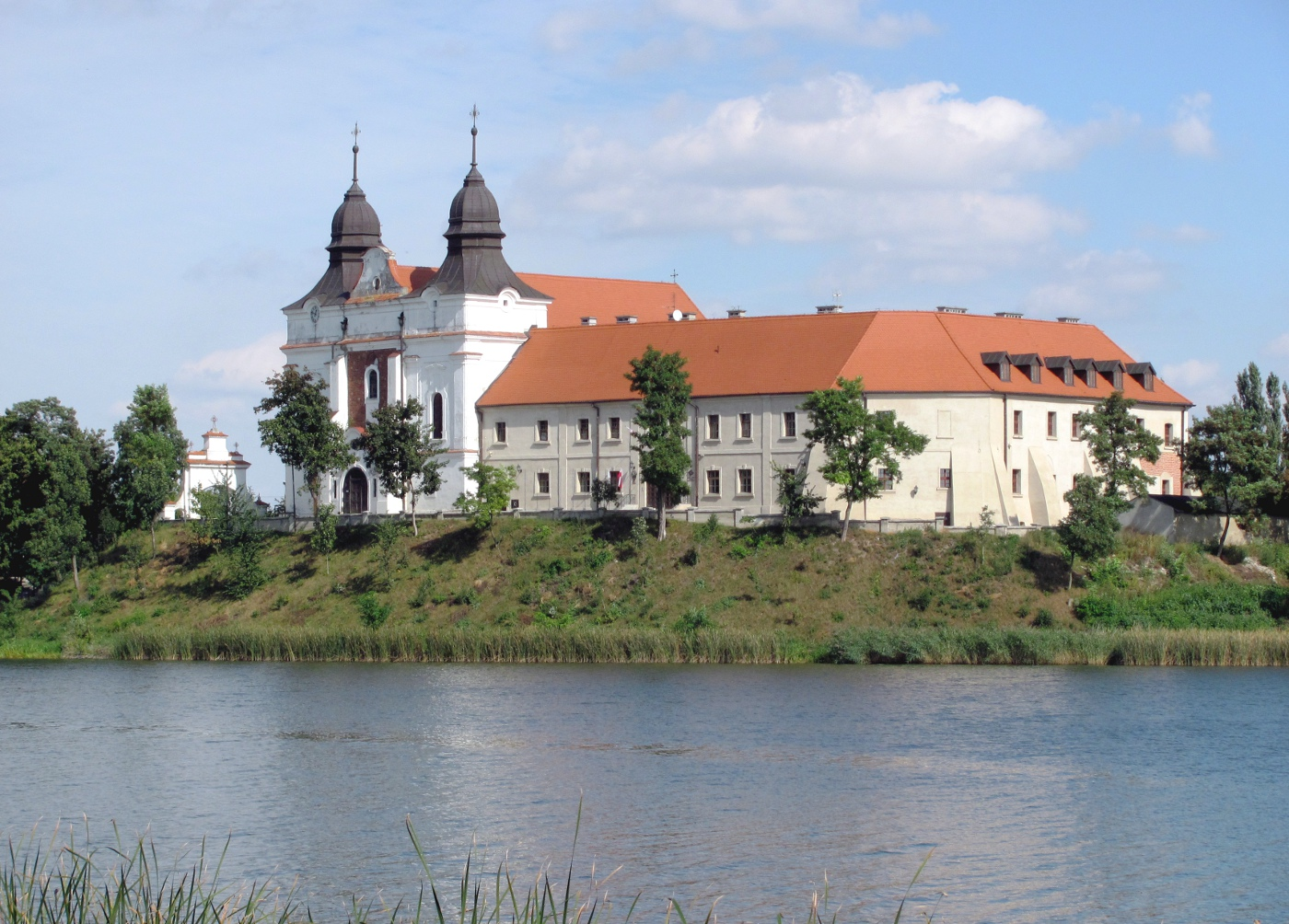
Kloster Mogilno

Das Kloster Mogilno war eine Benediktinerabtei in Mogilno in Polen vom 11. bis zum 19. Jahrhundert. Sie gehörte zu den ältesten und bedeutendsten Klöstern des Landes. Seit 2014 wird sie von Kapuzinern genutzt.

## Geschichte

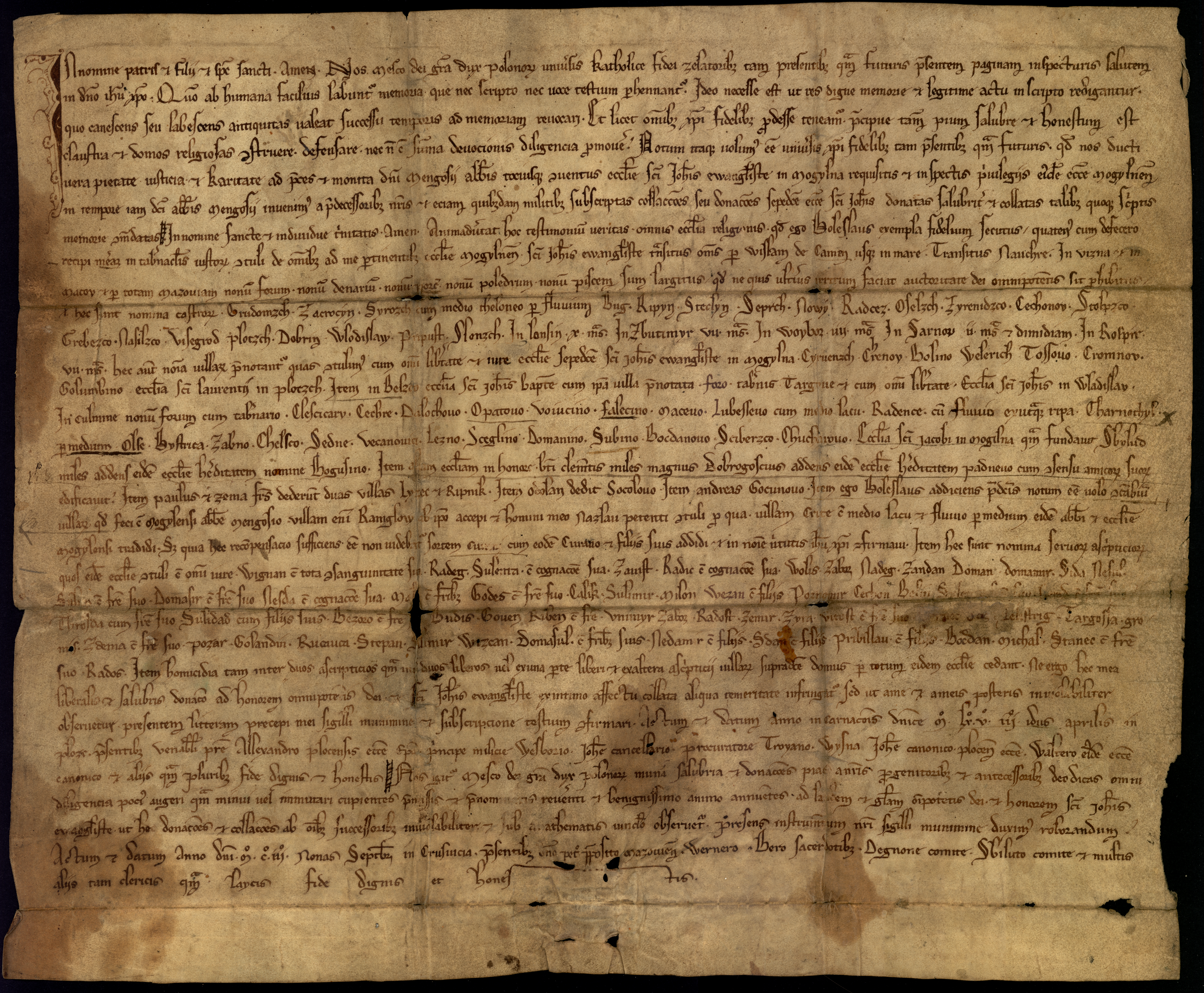
Gefälschte Gründungsurkunde für 1065 aus dem 12. Jahrhundert

Das Kloster wurde im 11. Jahrhundert auf einer Halbinsel in einer Burgsiedlung gegründet. Die genauen Umstände sind unbekannt, die angebliche Gründungsurkunde von 1065 war eine Fälschung des 12. Jahrhunderts.
Noch im 11. Jahrhundert wurde eine monumentale dreischiffige Basilika mit Krypten angelegt, die zu den größten im damaligen Polen gehörte. Im späten 13. Jahrhundert erfolgte ein Umbau, der im 14. bis 16. Jahrhundert abgeschlossen wurde.
Die Abtei Mogilno war das bedeutendste Kloster in Großpolen. Es besaß umfangreichen Landbesitz, auch in anderen Landesteilen (bei Kolberg), und mehrere Priorate (St. Adalbert bei Danzig).
Im Jahre 1499 brannte die Klosteranlage bei einem Stadtbrand nieder und wurde danach neu aufgebaut. Im 16. und 17. Jahrhundert nahmen die Erzbischöfe von Gnesen ihren Sitz im Kloster und waren auch dessen Äbte.
Nach dem Übergang des Gebietes an das Königreich Preußen wurde 1816 die Aufnahme neuer Novizen verboten. Im Jahre 1833 wurde das Kloster geschlossen.
Die Kirche St. Johannes wurde Pfarrkirche. Die Klostergebäude wurden als Schule genutzt, seit 1880 nach Umbauten als Spital. Nach 1945 war die Klosteranlage in staatlichem Besitz.
Seit 2014 leben dort Kapuziner, die ein Europäisches Begegnungszentrum Wojciech - Adalbert betreiben.

## Kirche St. Johannes
Die Kirche St. Johannes ist eine dreischiffige Basilika mit Chor und Apsiden. Sie enthält spätromanische und gotische Bestandteile aus dem 13. bis 16. Jahrhundert mit barocken Ergänzungen aus dem 18. Jahrhundert. Unter dem Chorraum gibt es Krypten. In ihnen ist eine Ausstellung zu den archäologischen Ausgrabungen im Kloster zu sehen.
Die Innenausstattung ist vor allem barock. Der Hauptaltar aus dem 18. Jahrhundert enthält ein Gemälde Maria Schnee aus dem 17. Jahrhundert. Weitere Altäre, die Kanzel und das Chorgestühl sind ebenfalls aus dem 18. Jahrhundert.

## Klostergebäude

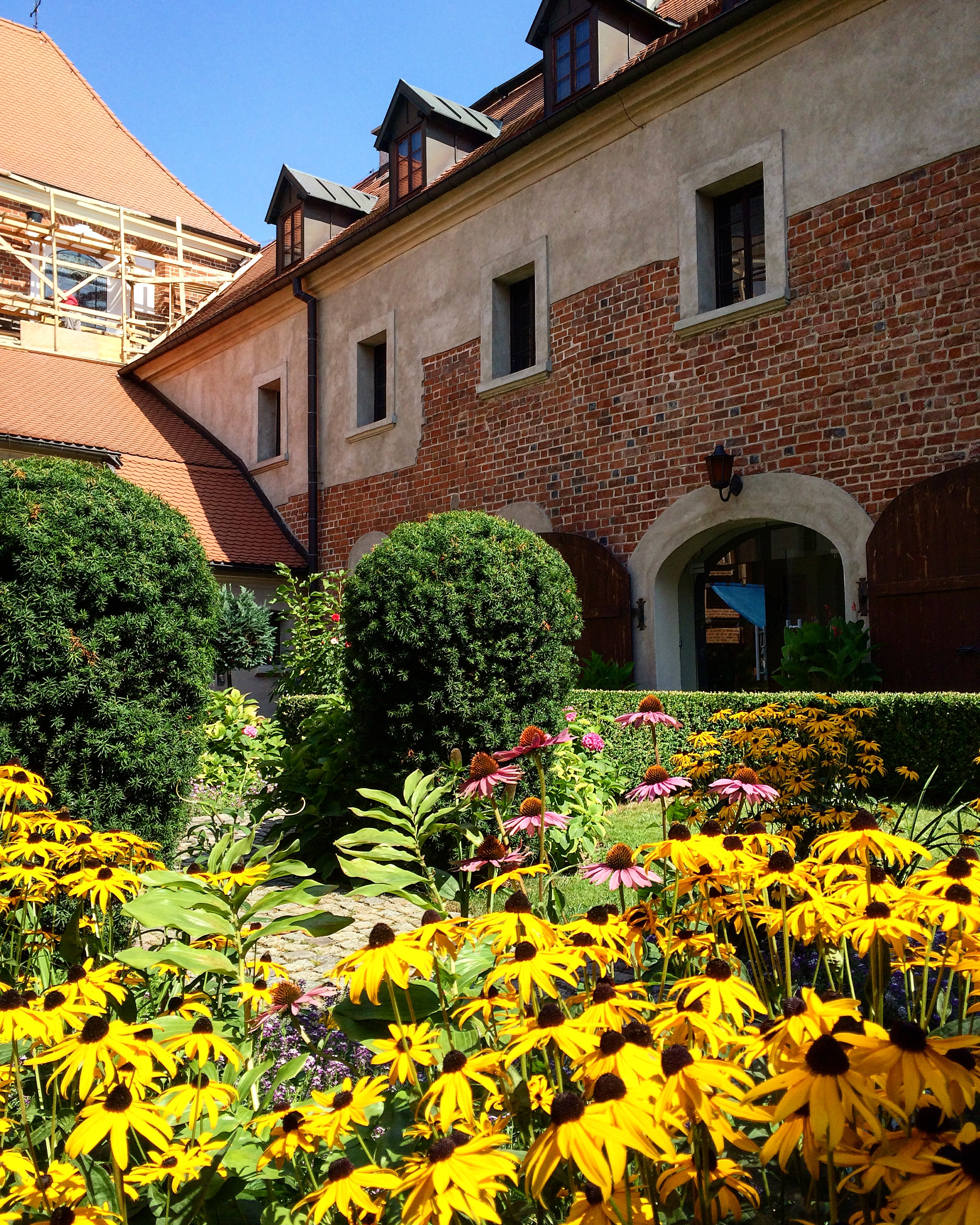
Klostergarten

Die ehemaligen Klausurgebäude befinden sich südlich der Kirche. Sie wurden im 15. und 16. Jahrhundert neu gebaut und im 18. und 18. Jahrhundert umgebaut. Im Innenhof befindet sich ein Brunnen aus dem 11. Jahrhundert, der als einer der ältesten erhaltenen in Polen gilt.
Im Europäischen Begegnungszentrum Wojciech - Adalbert gibt es auch Übernachtungsmöglichkeiten für Gäste.